# Dieselgemaal Langerak
Het dieselgemaal Langerak is een in 1939 gebouwd gemaal dat te vinden is op de plaats waar tot die tijd de Oostermolen stond in Langerak in de Nederlandse gemeente Molenlanden.
Dit was een redelijk grote wipmolen, vergelijkbaar met de nog bestaande Westermolen. Het gemaal is waarschijnlijk op de fundering van de Oostermolen gebouwd. Het scheprad van de molen is hergebruikt en wordt aangedreven door een eencilinder-dieselmotor van het merk Crossley.
De Stichting Dieselgemaal Langerak onderhoudt de motor en gedurende de zomermaanden draait hij regelmatig op zaterdagen. De stichting heeft dankzij onder andere het Prins Bernhardfonds het gemaal kunnen restaureren.
De locatie is bijzonder: op enkele tientallen meters van elkaar bevinden zich een windmolen, een elektrisch gemaal en een dieselgemaal die alle drie de polder kunnen bemalen. Daarnaast is in 2006 ook nog een kleine weidemolen gebouwd.

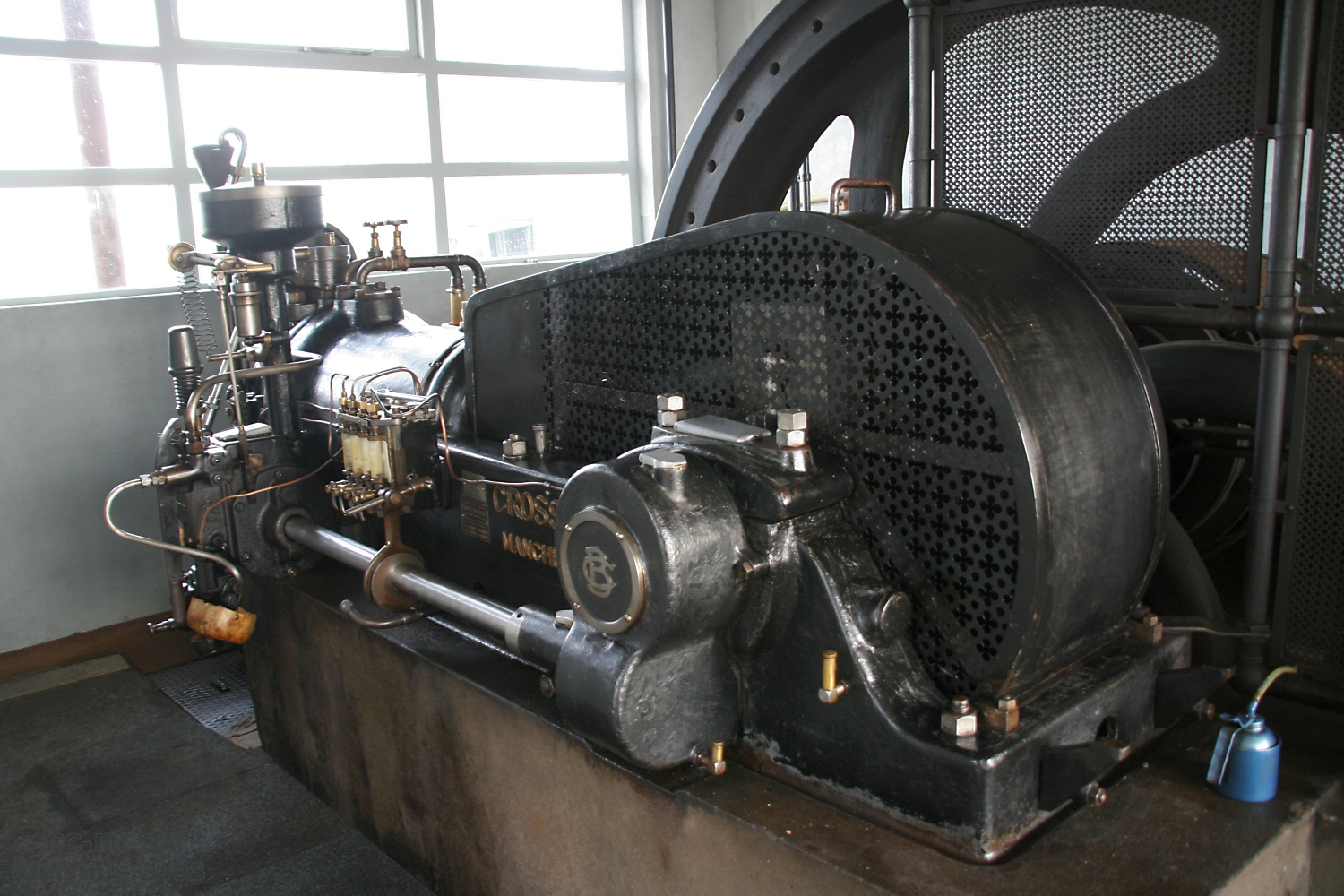
De dieselmotor (2008)
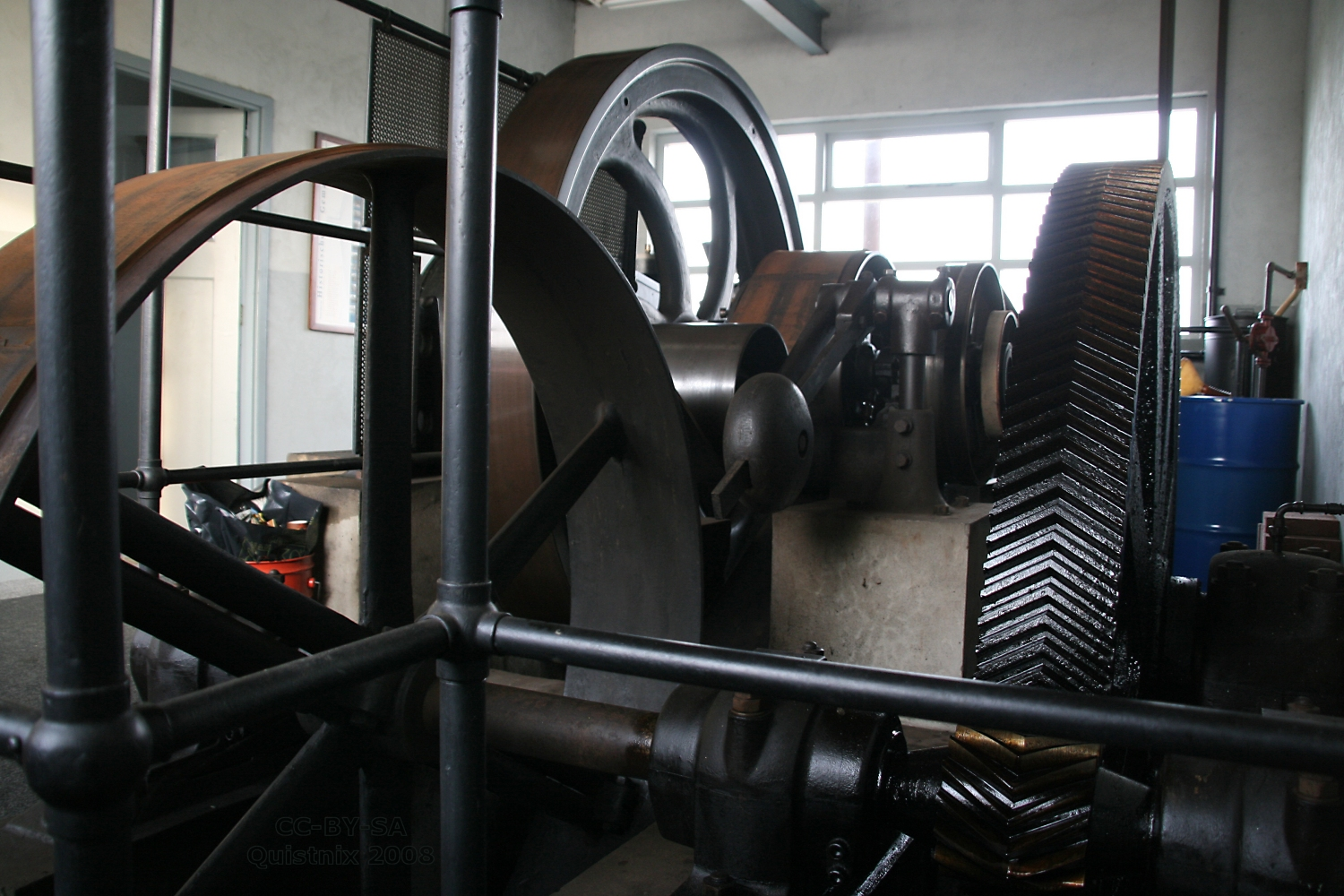
De aandrijving van het scheprad (2008)
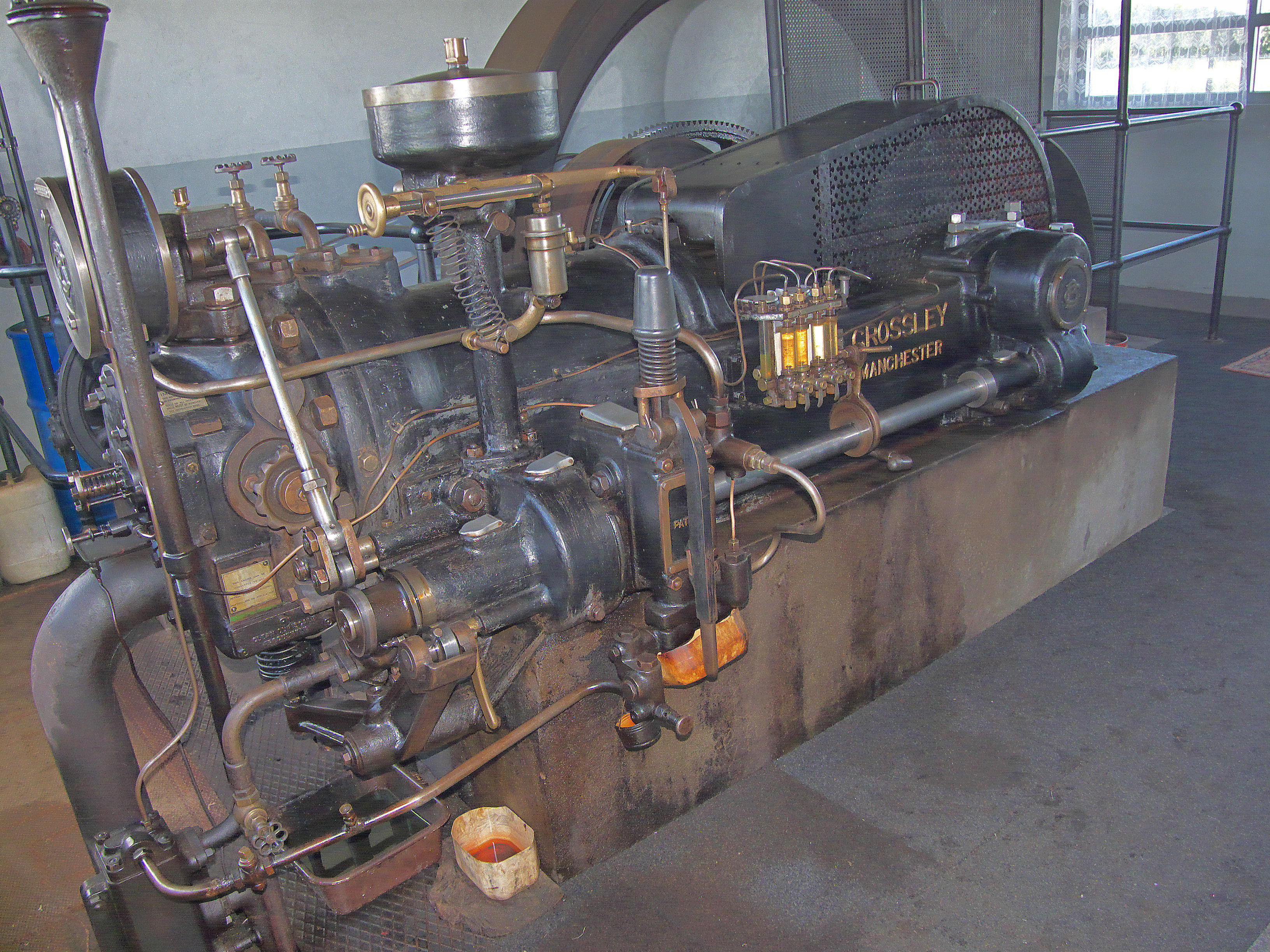
De Crossley dieselmotor (2012)
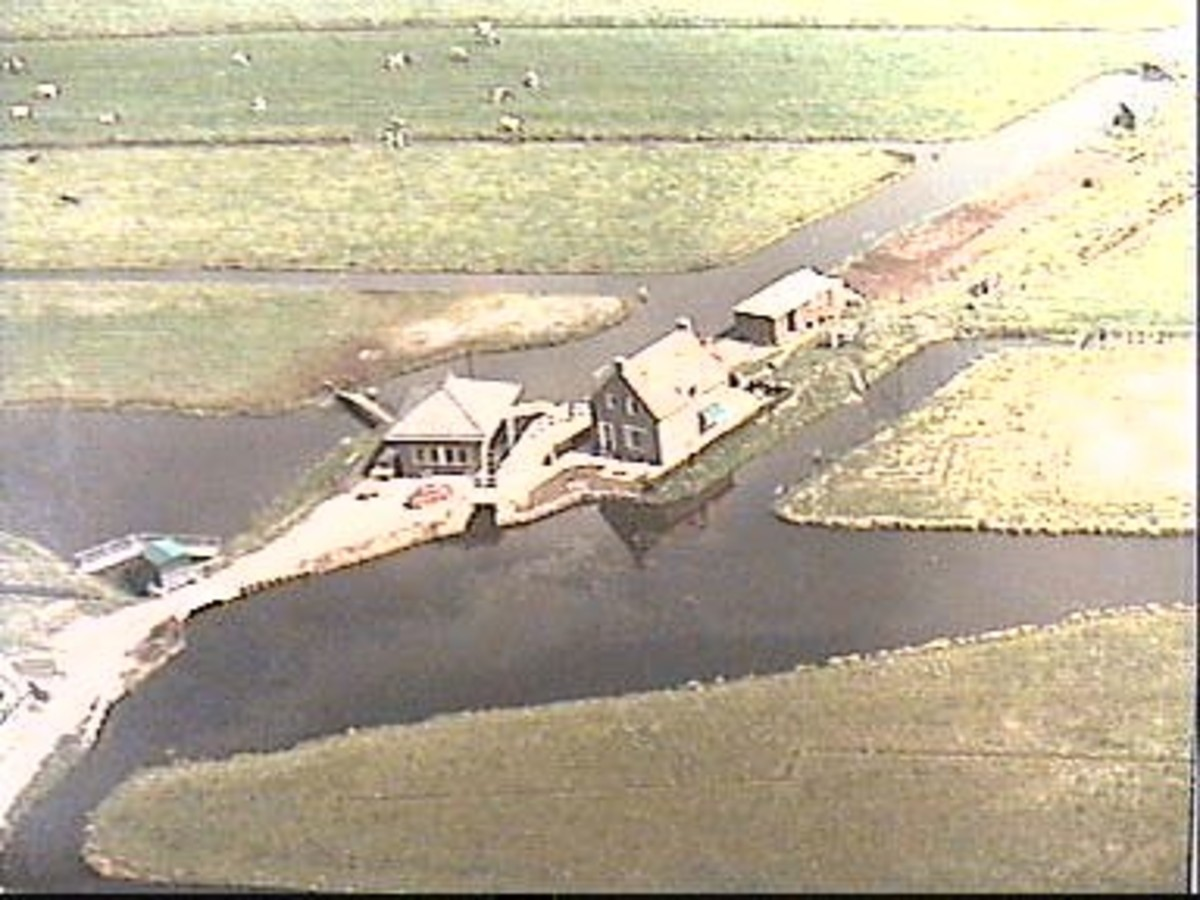
Gemaal met woning (luchtfoto)
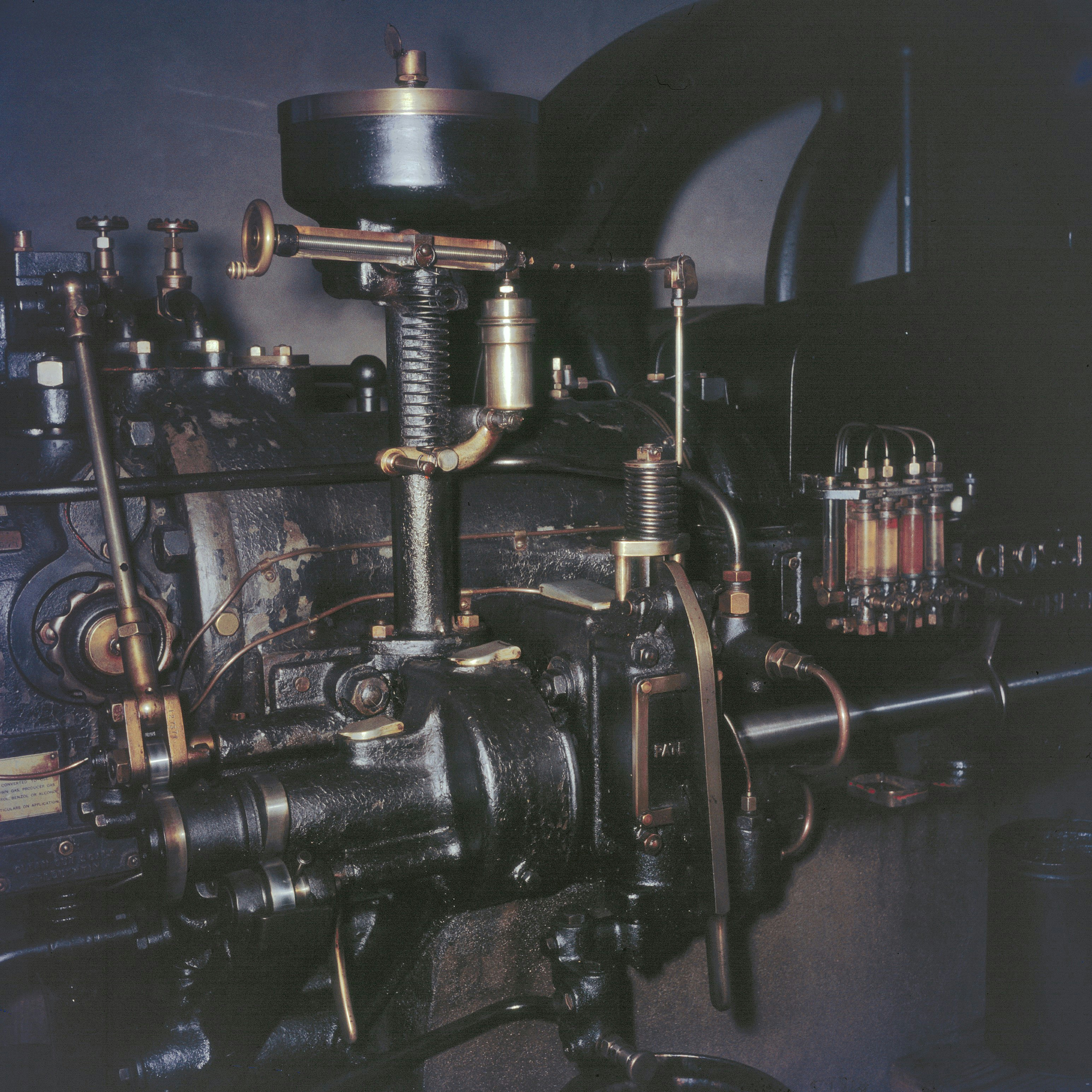
Dieselgemaal, overzicht (1964)